# Ян Фрич
Ян Фрич (нар. 15 травня 1954 року) — польський актор театру та кіно. Має досвід та рівень високого класу.

## Біографія
Герой статті народився в час, коли Польща вкотре за свою історію ставала на ноги — у 1950-х роках. Членство у соціалістичному таборі накладало свій відбиток не тільки позитивний, а ще й негативний, однак навряд чи дитинство та юність майбутнього актора можна охарактеризувати як нещасливе. Гра цілими днями у футбол, відпочинок на природі, навчання з оцінками «4» та «5» — наш герой починав жити як усі. Але на додачу до успіхів у навчанні, Ян Фрич мав і неабиякий хист до виступу на публіці.

## Акторство
У кінематографі дебютував 22-літнім чоловіком, у картині норвезько-польській «Дагні» (1976). Потім була картина «Лицар», в титрах якої наш герой уже розписався. 1982 року виходить кінострічка «Великий Шу». До 70 років Ян Фрич втілив образи у чотирьох десятках мелодрам, бойовиків, комедій.

## Фільмографія
1. «Дагні» (Норвегія-Польща, 1976): друкарник «Зича»;
2. «Лицар» (Польща, 1980): панич;
3. «Справжні сліди уколів холодною зброєю» (Польща, 1981): Стефан Мадейський, поручик;
4. «Великий Шу» (Польща, 1982): Ярек;
5. «Нагляд» (Польща, 1983): ув'язнений;
6. «Туман» (Польща, 1983): Алек;
7. «Непроханий гість» (Польща, 1986): Ярема, бандит;
8. «На срібній планеті» (Польща, 1987): Томаш II, син Томаша та Марти;
9. «Три кроки від кохання» (Польща, 1987): Анджей Гловацький, чоловік Сільвії;
10. «Прощання з осінью» (Польща, 1990): Базакбаль Атаназій;
11. «Громадянин світу» (Польща, 1991): Янек Боровський;
12. «Чи любить мене у цьому будинку бодай хтось?» (1992, Польща): Ян Бурський, журналіст;
13. «Звільнені від життя» (Польща-Франція, 1992): Марек Висоцький;
14. «Холостяцьке життя на чужині» (Польща, 1992): Герман;
15. «Чорне сонце» (Польща, 1992): комендант;
16. «Два місяці» (Польща, 1993): художник Єремі;
17. «Прощання з Марією» (Польща, 1993): директор фірми;
18. «Пані з камеліями» (Польща, 1995): Арман Дюваль;
19. «Кісточка» (Польща, 1995): Юзеф, чоловік Сабіни;
20. «Лагідна» (Польща, 1995): Єфімов, знайомий чоловіка за службою, поручик;
21. «Лист коханок» (Польща, 1995): доктор Єжи Згулка, чоловік Марії Магдалини;
22. «Жах у Веселих Багнісках» (Польща, 1995): Єжи Вавицький;
23. «День кита» (Польща, 1996): «Голова»;
24. «Нічні графіті» (Польща, 1996): Алекс, друг Косота;
25. «Діти та риби» (Польща, 1997): Петро Влодарчик;
26. «Люби та роби, що ти хочеш» (Польща-США, 1997): Верчак, продюсер диско-поло;
27. «Слава та хвала» (Польща, 1997): Януш-Мишинський;
28. «Екзекутор» (Польща, 1999): Віктор, брат Олекса;
29. «Закохані» (Польща, 2000): Альфред Бобицький;
30. «Егоїсти» (Польща, 2000): Філіп;
31. «Це я викрав» (Польща, 2000): «Циган», член банди Макса;
32. «Туди і назад» (Польща, 2001): Петро Клімек / Юрек;
33. «Порнографія» (Польща-Франція, 2003): Насіння;
34. «Втрачена» (Польща, 2003): лицемір;
35. «Скажи, Габі» (Польща, 2003): бізнесмен;
36. «Пекло, рай» (Польща, 2004): Ришард Мархвинський, батько Марти;
37. «Гамлет» (Польща, 2004): священник;
38. «Непохований» (Угорщина-Польща-Словаччина, 2004): слідчий;
39. «Ніколи в житті» (Польща, 2000): Томаш, колишній чоловік Юдіти;
40. «Удари» (Польща, 2004): Анджей Вінклер, батько Войцеха;
41. «Судовий виконавець» (Польща, 2004): Гуді;
42. «Магда М.» (Польща, 2005—2007): речник;
43. «Безмірність правосуддя» (Польща, 2006): Міхал Вільчек, адвокат;
44. «Кожен із нас Христос» (Польща, 2006): друг Адама;
45. «Ти тільки кохай» (Польща, 2006): водій;
46. «Французький номер» (Польща, 2006): Степан Ковальчук;
47. «Надія» (Німеччина-Польща, 2007): Густаф, торговець краденим;
48. «Продавці» (Польща, 2007): Адам Потоцький, генерал;
49. «Таємниця секретного шифру» (Польща, 2007): Ганс Якоб Глобке, оберштурмбанфюрер СС;
50. «Хоровод» (Польща, 2007): Здзіслав Домбровський, професор;
51. «Це не те, що ти думаєш, лапочка» (Польща, 2007): доктор Філіп;
52. «Ще раз» (Польща, 2008): Міхал Ворочинський;
53. «Ізолятори» (Польща-США, 2008): Ернест;
54. «Нерухомий двигун» (Польща, 2008): «Генерал» (Анджей Гордон);
55. «Мовчання-золото» (Польща, 2010): Бен;
56. «Не в цій людині» (Польща, 2010): старший аспірант;
57. «Трояндочка» (Польща, 2010): полковник Васяк;
58. «80 мільойнів» (Польща, 2011): майор Багинський;
59. «Ох, Кароль 2» (Польща, 2011): психоаналітик;
60. Спільна пої;здка (Польща, 2011): Гвідон Нохальський, президент корпорації;
61. «Вікенд» (Польща, 2011): комісар;
62. «Бебі-блюз» (Польща, 2012): батько Куби;
63. «Ікс'яна» (Польща, 2012): Хеллер;
64. «Притулок» (Ірландія-Польща, 2012): Ян Кучинський;
65. «Вплив» (Польща, 2014): Ігнаці Ян Падеревський;
66. «Вовче сонце» (Білорусь-Росія-Україна, 2014): Франтішек Сігунда, головний контррозвідки, чоловік Беати;
67. «Спецслужби» (Польща, 2014): власник медійного концерну;
68. «Марія Кюрі» (Бельгія-Німеччина-Польща-Франція, 2016): Ернест Сольве;
69. «Ботокс» (Польща, 2018): лікар;
70. «Невдача — це не гріх» (Польща, 2018): психолог;
71. «Нелегали» ((Польща-Україна-Туреччина, 2018): контролер;
72. «Кур'єр» (Польща, 2019): генерал Казімєж Соснковський;
73. «Легіони» (Польща, 2019): Юзеф Пілсудський;
74. «Пастка» (Польща, 2019): Раковець;
75. «Процедер» (Польща, 2019): батько Моніки;
76. «25 років невинності» (Польща, 2020): Старий, ув'язнений;
77. «Аліція та жаба» (Польща, короткометражний, 2020): лікар;
78. «Асиметрія» (Польща, 2020): Стшельчик — офіс-менеджер;
79. «Банкстери» (Польща, 2020): Ян;
80. «Зенік» (Польща, 2020): батько Данки;
81. «Як я став гангстером: правдива історія» (Польща, 2020): Даніель;
82. «Пси-3: В ім'я правил» (Польща, 2020): Панич;
83. «Бартков'як» (Польща, 2021): політикан;
84. «Герек» (Польща, 2021): Стефан Вишинський, примас Польщі;
85. «Будинок під двома орлами» (Польща, 2021): батько Софії;
86. «Квартирантка» (Польща, 2021): Ян, полковник;
87. «Історія Криме, історія кохання» (Польща, 2022): батько Камілі.

## Нагороди
Премія кіноакадемії Польскої за роль другого плану («Порнографія»);
Премія кіноакадемії Польскої за роль другого плану («Удари»);
Приз глядацьких симпатій («Бартков'як»).